# Mestre Damasceno - O Resplendor da Resistência Marajoara
O Documentário Mestre Damasceno - O Resplendor da Resistência Marajoara foi produzido em 2012, na Ilha do Marajó, com a Direção de Guto Nunes. Contou com incentivo do Programa Semear de Incentivo à Cultura, do Estado do Pará, e Patrocínio da OiFuturo.
A primeira exibição do Documentário aconteceu em praça pública no dia 09 de março de 2013, data de aniversário de Salvaterra, município de Mestre Damasceno.
O lançamento oficial do Documentário aconteceu no dia 22 de junho de 2013, no Sesc Boulevard, em Belém do Pará, com a presença de Mestre Damasceno e toda a equipe envolvida.
O documentário já foi exibido em vários festivais e mostras de cinema, sendo as últimas exibições no CineLab 2024, em Belém, Mosqueiro e Salvaterra, e na programação Virada Cultural Amazônia de Pé do Espaço Cultural Apoena (Belém), no estado do Pará.
O filme recebeu os Prêmios de "Melhor Média Metragem" do Festival Internacional de Cinema da Amazônia (2015); "Melhor Direção e Melhor Documentário" do Festival Audiovisual de Belém (2015).

## Sinopse
O documentário “Mestre Damasceno - o Resplendor da Resistência Marajoara” mostra a história e o trabalho do Mestre Damasceno, pessoa com deficiência visual desde os 19 anos, que se tornou mestre da cultura popular marajoara e uma figura importante para a cidade de Salvaterra – Estado do Pará, onde criou e até hoje mantém o Búfalo-Bumbá.

## Ficha técnica do filme
Direção geral: Guto Nunes
Roteiro: Guto Nunes
Direção de fotografia: Marcelo Rodrigues
Assistente de fotografia: Filipe Parolin
Som direto: Léo Chermont
Assistente de direção: Dani Franco
Still: Mauro Fernandes
Produção (Salvaterra): Arlindo Melo
Produtora executiva: Ana Paula Gaia
Assessora jurídica: Ana Paula Gaia
Edição e finalização: Filipe Parolin
Mixagem de som: Léo Chermont
Efeitos visuais: Léo Quadros
Assessoria de imprensa: Dani Franco
Design gráfico: Otoniel Oliveira
Produção Geral: Gutunes Produções